# OGLE BUL-SC03 V8195
OGLE BUL-SC03 V8195 är en eruptiv variabel av RCB-typ (RCB) i stjärnbilden Skytten.
Stjärnan har magnitud +11,2 och når i förmörkelsefasen ner till +19,5.